# Kelihos
Kelihos (также известен как Hlux или Waledac 2.0) — ботнет, впервые появившийся в декабре 2010 года, имел как минимум две версии. Был создан для рассылки спама канадским фармацевтическим компаниям, проведения DDoS-атак, кражи личных данных и распространения вредоносных программ, а вторая версия использовалась и для кражи средств с биткоин-кошельков. Всего в первой версии находилось 40 000—45 000 устройств, во второй — ок. 110 000. В 2017 году деятельность Kelihos прекратилась.
Первая версия ботнета рассылала около 4 млрд спам-писем в день, была обезврежена Microsoft, Kaspersky Lab и другими компаниями в сентябре 2011 года.
В феврале 2012 Kaspersky Lab была обнаружена вторая версия ботнета, она была обезврежена Microsoft во время операции «b79». Из 110 000 заражённых этой версией компьютеров большинство находилось в Польше (25 %) и США (10 %).
Руководителем ботнета был признан Петр Юрьевич Левашов, который был арестован в Барселоне (Испания) в апреле 2017, а в феврале 2018 экстрадирован в США, однако он не признал себя виновным. Ранее ему уже предписывались обвинения в связях с ботнетом Storm.